# RAF Bircham Newton
Le Royal Air Force Bircham Newton est un aérodrome de la Royal Air Force situé à Bircham Newton, village du Norfolk.

## Histoire
Le site sert d'abord pendant la Première Guerre mondiale et reçoit le plus grand bombardier britannique de l'époque, le Handley Page V/1500. Ils doivent effectuer des bombardements sur Berlin, mais l'armistice est signé avant que les opérations aient lieu.
L'aérodrome comprend un hangar de réparation et trois hangars à double travée pour le rangement. Ils sont démolis en 1937.
Il sert de nouveau pendant la Seconde Guerre mondiale sous l'autorité du Coastal Command pour le Group RAF No. 16 (en). Deux aérodromes auxiliaires, le RAF Docking (en) et le RAF Langham (en), accueillent aussi les unités.
En 1965, l'aérodrome sert pour les essais d'évaluation de la fonction V/STOL du Hawker Siddeley P.1127.
Après sa démilitarisation en 1966, l'aérodrome devient le siège de Construction Industry Training Board (en). Les pistes disparaissent, mais la majorité des bâtiments sur le site, y compris des hangars et la tour de contrôle, sont utilisés par CITB. La tour de contrôle est démolie en 2010 à cause de sa vétusté.

## Escadrons
- Squadron RAF No. 7 : 1923–1927 : Vickers Vimy, Vickers Virginia.
- Squadron RAF No. 11 (en) : 1923–1924 : de Havilland DH.9A, Fairey Fawn.
- Squadron RAF No. 18 (en) : 1936 : Hawker Hart, Hawker Hind.
- Squadron RAF No. 21 (en) : 1935–1936 : Hawker Hind.
- Squadron RAF No. 34 (en) : 1935–1936 : Hawker Hind.
- Squadron RAF No. 35 (en) : 1929–1935 : Fairey IIIF, Fairey Gordon.
- Squadron RAF No. 39 (en) : 1928 : de Havilland DH.9A.
- Squadron RAF No. 42 : 1939–1940 : Vickers Vildebeest.
- Squadron RAF No. 49 (en) : 1936 : Hawker Hind.
- Squadron RAF No. 53 (en) : 1941 : Lockheed Hudson.
- Squadron RAF No. 60 (en) : 1920 : Dans le cadre du démantèlement.
- Squadron RAF No. 90 : 1928 : Bristol Blenheim.
- Squadron RAF No. 99 (en) : 1924–1928 : Aldershot, Vickers Vimy, Handley Page Hyderabad.
- Squadron RAF No. 101 : 1928–1929 : Boulton Paul Sidestrand, de Havilland DH.9 (en).
- Squadron RAF No. 119 (en) : 1945 : Fairey Swordfish.
- Squadron RAF No. 166 (en) : 1918–1919 : Handley Page V/1500.
- Squadron RAF No. 167 (en) : 1918–1919 : Handley Page V/1500.
- Squadron RAF No. 200 (en) : 1941 : Lockheed Hudson.
- Squadron RAF No. 206 (en) : 1926–1941 : Avro Anson, Lockheed Hudson.
- Squadron RAF No. 207 (en) : 1920–1922 : de Havilland DH.9A et 1929–1935 Fairey IIIF, Gordon.
- Squadron RAF No. 220 (en) : 1936–1939 : Avro Anson.
- Squadron RAF No. 221 (en) : 1940–1941 : Vickers Wellington.
- Squadron RAF No. 229 (en) : 1940 : Détachement de Hawker Hurricane.
- Squadron RAF No. 233 : 1944 : Lockheed Hudson.
- Squadron RAF No. 235 (en) : 1940–1941 : Bristol Blenheim.
- Squadron RAF No. 248 : 1941 : Bristol Blenheim.
- Squadron RAF No. 252 (en) : 1940 : reformation puis transfert au RAF Chivenor (en) pour les Bristol Blenheim.
- Squadron RAF No. 254 (en) : 1940 : Bristol Blenheim.
- Squadron RAF No. 269 (en) : 1936 : Avro Anson.
- Squadron RAF No. 274 (en) : 1919–1920 : Handley Page V/1500.
- Squadron RAF No. 279 (en) : 1941–1944 : Lockheed Hudson.
- Squadron RAF No. 280 (en) : 1942–1943 : Avro Anson.
- Squadron RAF No. 320 (en) : 1942 : Lockheed Hudson.
- Squadron RCAF No. 407 (en) : 1942 : Lockheed Hudson.
- Squadron RCAF No. 415 (en) : 1943–1944 : Vickers Wellington.
- Squadron RAF No. 500 (en) : 1941–1942 : Bristol Blenheim, Lockheed Hudson.
- Squadron RAF No. 502 (en) : 1942 : Armstrong Whitworth Whitley.
- Squadron RAF No. 521 (en) : 1942–1943 : différents avions.
- Squadron RAF No. 524 (en) : 1944–1945 : Vickers Wellington.
- Squadron RAF No. 598 (en) : 1945 : différents avions.
- Squadron RAF No. 695 (en) : 1943–1945 : différents avions.